# Новоселиця (Хустський район)
Новосе́лиця — село у Міжгірській селищній громаді Хустського району Закарпатської області України. В селі проживає 1054 особи.

## Герб
Щит перетятий лазуровим і зеленими. У першій частині срібний дзвін із темним орнаментом, увінчаний таким само хрестом і супроводжуваний з обох боків золотими літерами: справа "А", зліва - "W". У другій частині срібні граблі та коса, покладені в косий хрест, які супроводжуються зверху золотим колесом.

## Історія
Перша згадка у 1599 році як Felseo Holyatyn, а в 1715 році назва змінилася на Ujholyatin, поселення були заселені сім'ями Білкей та Долгай у другій половині 16 століття.

### Присілки
Вовчий Звір
Вовчий Звір - колишнє село в Україні, в Закарпатській області.
Об'єднане з селом Новоселиця рішенням облвиконкому Закарпатської області №155 від 15.04.1967
Відоме з кінця ХІХ століття. Функціонує початкова школа.

## Релігія
Каплиця. Перша половина XIX ст.
Дерев'яна каплиця є єдиною збереженою спорудою такого типу. Архітектура каплиці дуже проста і приваблива саме цією архаїчною простотою. Основу утворюють чотири масивні, покладені горизонтально бруси — «трами». На них вертикально встановлено стовпи, закріплені вгорі «вінцем». Каркасну конструкцію зміцнено по діагоналі «розпірками». Каплицю вкрили шатровим дахом.
Усередині містяться унікальні вироби народного мистецтва — кругла дерев'яна скульптура XIX ст.: розп'яття і дві жіночі фігури. Ремонтував каплицю Іван Сербайло, а в 1982 р. її перенесено в Ужгородський музей просто неба.
27 червня 1928 р. єп. Петро Ґебей посвятив у селі каплицю, вперше присвячену св. Кирилу і Мефодію.

храм св. арх. Михайла. 1851.
У 1751 р. в селі була дерев'яна церква, вкрита соломою, бідна і всередині, і зовні. Книги церковні були всі, крім Тріода. Образи були старі, ще добрі. Служебник до церкви купив Стефан Курин з дружиною 9 серпня 17… р. Парохом був Стефан Хворак. Очевидно, це була церква на Голиці. У 1797 р. споруджено нову дерев'яну церкву, про яку у візитації 1801 р. записано: «церков деревяна, р. 1797 поставлена, внутренно еще не докончена, для чого еще потребует 50 ринских, а на мальованя 300 ринск., что просят із фонда религійного. Снарядами сооружена».
Як розповідає церківник Михайло Тереш, ця церква, присвячена Вознесінню Господньому, стояла в урочищі Плай вище теперішньої до середини XIX ст. і згоріла якраз на Вознесіння, після чого збудували муровану церкву. Кажуть, що склепіння церкви було вимуроване неякісно і завалилося, травмувавши майстра. Нове перекриття зробили з дерева. Збереглися списки фундаторів різних етапів спорудження церкви.
Іконостас, жертовник, кивот походять, мабуть, з кінця 19 ст., оскільки на балдахіні давніше була дата — 1892. Ікони намалював єпархіальний художник Корнелій Фенцик у 1895 р. До цінних старожитностей належать антиминс із часів єпископа М. М. Ольшавського, копіє з написом: «Basilius Zavagyak 1 juni 1910 anno», чудово оздоблене Євангеліє 1780 p. Табличка над входом містить три дати — 1764, 1851 та 1995 р. Перша дата, звичайно, не має стосунку до теперішньої церкви, друга позначає, мабуть, початок будівництва (в пресі писали про завершення будівництва в 1857 р. за намісника Стефана Мустяновича), а третя свідчить про останній ремонт.
Біля церкви збереглася дерев'яна дзвіниця добрих пропорцій, а донедавна зберігалося двоє дерев'яних вхідних воріт. Дзвіницю збудовано після того, як у склепінні храму з'явилася тріщина і дзвони з вежі довелося зняти.
Спочатку були 4 дзвони, але два найбільші реквізували в Першу світову війну. Збудував дзвіницю в 1940 р. тодішній куратор Іван Сербайло, а священикував тоді Еміл Мустянович. Тоді ж будівельник з Волового Золтан Клайне зробив ремонт церкви.
Дерев'яна каплиця є єдиною збереженою спорудою такого типу. Архітектура каплиці дуже проста і приваблива саме цією архаїчною простотою. Основу утворюють чотири масивні, покладені горизонтально бруси — «трами». На них вертикально встановлено стовпи, закріплені вгорі «вінцем». Каркасну конструкцію зміцнено по діагоналі «розпірками». Каплицю вкрили шатровим дахом.
Усередині містяться унікальні вироби народного мистецтва — кругла дерев'яна скульптура XIX ст.: розп'яття і дві жіночі фігури. Ремонтував каплицю Іван Сербайло, а в 1982 р. її перенесено в Ужгородський музей просто неба.
27 червня 1928 р. єп. Петро Ґебей посвятив у селі каплицю, вперше присвячену св. Кирилу і Мефодію.

## Населення
Згідно з переписом УРСР 1989 року чисельність наявного населення села становила 1139 осіб, з яких 567 чоловіків та 572 жінки.
За переписом населення України 2001 року в селі мешкали 1054 особи.

### Мова
Розподіл населення за рідною мовою за даними перепису 2001 року:
| Мова       | Відсоток |
| ---------- | -------- |
| українська | 99,81 %  |
| російська  | 0,19 %   |

## Туристичні місця
- Каплиця. Перша половина XIX ст.
- храм св. арх. Михайла. 1851.
- Новоселицький хрест: Зарослий мохом з півночі, обвітрений, пошліфований дощами. На площині, повернутій до перехожих, у кутиках хрестовини — шестипелюсткові квітки. На зворотньому — вікопомна для Європи дата: 1848. Не викарбовано імен, немає епітафій.

## Відомі люди

### Народилися
- Йосиф Завадяк (1911—1958) — український греко-католицький священник, василіянин, настоятель Боронявського монастиря, жертва радянських репресій, слуга Божий.
- Сербайло Андрій Андрійович (*1959) — український політик, екс-перший заступник голови Закарпатської обласної державної адміністрації.